# 前54年
| 千纪： | 前1千纪 |
| 世纪： | 前2世纪 \| 前1世纪 \| 1世纪                                                                                |
| 年代： | 前80年代 \| 前70年代 \| 前60年代 \| 前50年代 \| 前40年代 \| 前30年代 \| 前20年代                           |
| 年份： | 前59年 \| 前58年 \| 前57年 \| 前56年 \| 前55年 \| 前54年 \| 前53年 \| 前52年 \| 前51年 \| 前50年 \| 前49年 |
| 纪年： | 西汉五凤四年                                                                                               |

## 大事记
- 郅支單于先后击败闰振单于和呼韩邪单于，此后呼韩邪单于南下投靠汉朝，郅支只得向西发展。
- 羅馬共和國在不列顛扶植擁戴羅馬的曼杜布拉庫斯為國王，所占領的土地交還給盟軍特里諾文特人。
- 米特里達梯四世在時羅馬共和國敘利亞總督奧盧斯·加比尼烏斯的幫助下，向美索不達米亞進軍，在底格里斯河畔塞琉西亞附近一戰，遭到奧羅德斯二世的將軍蘇雷纳擊敗。
- 奧羅德斯二世攻陷巴比倫城，擊敗其兄弟米特里達梯四世，結束安息帝國內戰。

## 逝世
- 霍成君，霍光幼女。漢宣帝第二任皇后，後被廢。
- 米特里達梯四世，安息帝國國王，弗拉特斯三世之子。